# Patagonia (película de 2023)
Patagonia es una película fantástica italiana de 2023 dirigida por Simone Bozzelli. 
La película se estrenó en el Festival de Cine de Locarno 2023 en la sección oficial por el Leopardo de Oro.

## Sinopsis
Yuri, de 20 años, vive una vida protegida con una tía anciana en un pequeño pueblo de los Abruzos. Apenas hay hombres en el mundo de Yuri. Un día llega a su pueblo el payaso Agostino, cuya vida libre hace que Yuri empiece a soñar. Yuri abandona a su tía y desde entonces lleva una vida nómada con el pansexual Agostino. Juntos imaginan una vida en la Patagonia.

## Producción

### Dirección, guion y título de la película.

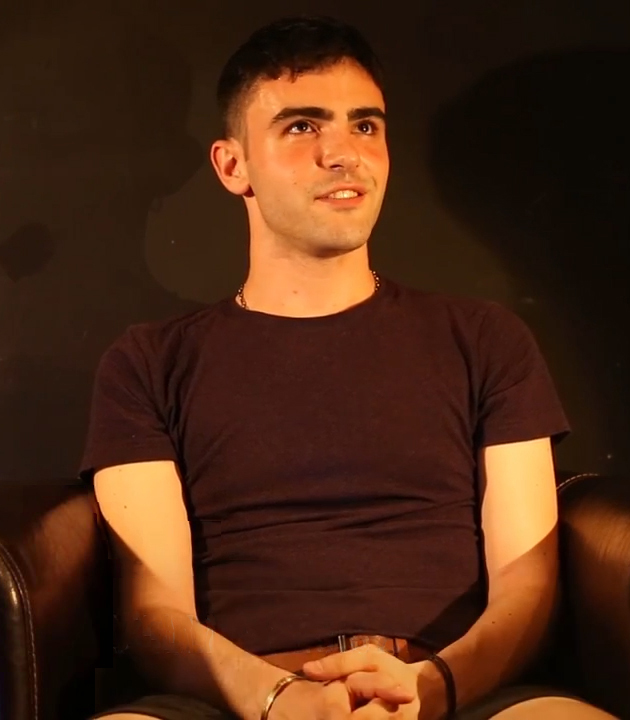
Director Simone Bozzelli

La película fue dirigida por Simone Bozzelli, que también escribió el guion junto con Tommaso Favagrossa. Patagonia es el primer largometraje de Bozzelli como director. Anteriormente trabajó como tal en un segmento de Furiosos deseos, mientras que los otros segmentos fueron dirigidos por Rodrigo Alvarez Flores, Fábio Leal, Ricky Mastro y Denisse Quintero. Entre los trabajos anteriores de Bozzelli figuran vídeos musicales, como I Wanna Be Your Slave, de Måneskin, así como una serie de cortometrajes, como Playtime y Amateur.
La historia que se cuenta en la película se basa en las experiencias personales del director. El título procede de una canción que fue importante para Bozzelli durante una de sus relaciones. En la película, es la canción que cantaba el padre de Agostino. Bozzelli tampoco sabía nada de la Patagonia, salvo que también se llama Tierra del Fuego. Según sus propias declaraciones, le gustaba la idea de hacer referencia a este lugar, que en realidad nadie conoce, pero que sin embargo está idealizado, aunque en realidad es más bien una especie de jaula.